# E.J. Sommerfeldt
Elisæus Janus Sommerfeldt (5. februar 1842 i Randers – 18. april 1903 i Algier) var en dansk officer, der stod for opførelsen af Københavns Landbefæstning 1886-1894. Han er kendt for Vestvolden designet efter det Sommerfeldtske system.
Sommerfeldt var født 5. februar 1842 i Randers som søn af snedkermester sammesteds Niels Brock Hansen Sommerfeldt (1802-1860) og Mette Kirstine f. Meden (1809-1898). I 1859 indtrådte han i Landkadetkorpset og blev ved sammes nedlæggelse udnævnt til sekondløjtnant af Infanteriet 1. november 1861 og ansat ved 3. Infanteribataillon. Han forsattes i 1863 til 6. Infanteribataillon, men indtrådte samme år som elev på Den kongelige militære Højskole. Undervisningen her blev afbrudt ved krigen 1864, i hvilken han fra februar gjorde tjeneste ved 11. Regiment og med dette deltog i fægtningen ved Vejle 8. marts. Efter krigen forblev han stående i nummer ved regimentet, men genindtrådte på højskolen, som han, der i 1867 ved den ny hærlovs ikrafttræden blev forfremmet til premierløjtnant af Fodfolket og ansat ved 6. Bataillon, efter at have taget afgangseksamen forlod i 1868, i det han da samtidig forsattes til Ingeniørkorpset som premierløjtnant. Her gjorde han først tjeneste ved 1. Ingeniørbataillon, men overgik i 1871 til 1. Ingeniørdirektion, hvor han i 1873 forfremmedes til kaptajn. Samme år gjordes han tjenestefri for at forberede sig til at overtage pladsen som lærer i civilbygningskunst i Officersskolens ældste klasse, hvilken stilling han beklædte fra 1874-84. Fra 1873-80 var han tillige chef for 2. Ingeniørbataillons (reservebataillon) 4. Kompagni og fra 1880-84 for Ingeniørregimentets 7. Kompagni (reservekompagni). 1880-81 fungerede han som teknisk revisor, bibliotekar og sekretær i den tekniske komité ved Ingeniørkorpset. Ved afgangen som lærer ved Officersskolen i 1884 overtog han et bygningsdistrikt under 1. Ingeniørdirektion, men blev i 1885 chef for 2. Ingeniørdirektion og samme år oberstløjtnant. Da Københavns Landbefæstning 1886 skulle påbegyndes, blev anlæggene underlagt en nyoprettet 4. Ingeniørdirektion, for hvilken Sommerfeldt overtog chefsposten, og han beholdt denne, da 4. Direktion, efter at befæstningsanlæggene i alt væsentligt var afsluttede, i 1891 sammendroges med 2. Direktion. Året i forvejen var han blevet udnævnt til oberst. Fra 1893-99 var han tillige chef for Fæstningsingeniørkommandoen. I 1896 afgik han fra 2. Direktion for at overtage Ingeniørregimentet, som han i 1900 atter forlod for at blive chef for 1. Ingeniørdirektion. Han har gentagne gange været medlem af Ingeniørkorpsets tekniske komité og foretaget talrige rejser til udlandet, navnlig da han stod i spidsen for anlægget af Københavns Landbefæstning. Der har været overdraget ham adskillige tjenstlige hverv som medlem af kommissioner og lignende, og han har fra 1897 været formand for Det krigsvidenskabelige Selskab. Han deltog ivrigt i den i 1880'erne under navnet Fædrelandets Forsvar rejste agitation og byggede på Selvbeskatningens vegne Garderhøjfortet. Som lærer ved Officersskolen udgav han i 1878-80 sine Forelæsninger over Husbygningskunst, og han har udarbejdet et lønskriftssystem, der i 1883 afløste det tidligere i hæren benyttede. Han blev Kommandør af Dannebrogordenen af 2. grad 1893.
Sommerfeldt var 1882-94 borgerrepræsentant i København og har i tidernes løb beklædt flere andre civile tillidshverv samt været knyttet til forskellige aktieselskaber som medlem af deres bestyrelser. Ligeledes har han fra 1882 deltaget i det politiske liv, i en årrække som formand for 1. kreds af Højres Arbejder- og Vælgerforening og som medlem af foreningens hovedbestyrelse. Fra 1882 var han medlem af bestyrelsen for de Brockske Legater på Christianshavn.
Han ægtede 29. december 1876 Anna Fernanda Dreyer (f. 9. december 1859), datter af kongelig hofbogtrykker, justitsråd Ferdinand Dreyer (1833-1924) og Marie Margrethe Frederikke f. Clausen (1826-1886) og døde 18. april 1903 i Algier.